# Charterhouse, Somerset
Charterhouse är en by i civil parish Priddy, i enhetskommunen Somerset, i grevskapet Somerset, i England. Byn är belägen 17 km från Glastonbury. Charterhouse var en civil parish 1858–1933 när blev den en del av Blagdon och Cheddar. Civil parish hade 68 invånare år 1931.